# 1029
Il 1029 (MXXIX in numeri romani) è un anno  dell'XI secolo.

## Eventi
- Italia meridionale: comincia l'ascesa dei Normanni: il duca di Napoli concede Aversa a Rainulfo Drengot, per aver aiutato i partenopei a difendere Salerno dall'assedio dei saraceni.
- Canuto il Grande annette il Regno di Norvegia fra i suoi possedimenti

## Nati
- 2 luglio - Al-Mustanṣir bi-llāh, imam siriano († 1094)
- 6 luglio - Sa'id al-Andalusi, storico, astronomo e matematico arabo († 1070)
- Al-Zarqali, astronomo e astrologo arabo († 1087)
- Teodosio di Pečers'k, monaco cristiano russo († 1074)
- Ulrico di Zell, monaco cristiano e abate tedesco († 1093)

## Morti
- 20 gennaio - Heonae di Goryeo, regina coreana (n. 964)
- 27 gennaio - Unwan di Brema, arcivescovo cattolico tedesco
- 10 aprile - Fulberto di Chartres, vescovo cattolico e filosofo franco
- 23 aprile - Bruno di Augusta, vescovo cattolico tedesco
- 13 maggio - García Sánchez, conte (n. 1009)
- 28 maggio - Ermanno di Eename, conte
- Alberto Azzo I, nobile italiano
- Kushyar ibn Labban, astronomo, matematico e geografo persiano (n. 971)
- Ulrico di Ebersberg, nobile tedesco
- Al-Karaji, matematico persiano (n. 953)
- Ibn Hasan al-Kattani, medico, letterato e musicista arabo
- Frogerio da Correggio, politico italiano

## Calendario
| Calendario 1029 | Calendario 1029 | Calendario 1029 | Calendario 1029 | Calendario 1029 | Calendario 1029 | Calendario 1029 | Calendario 1029 | Calendario 1029 | Calendario 1029 | Calendario 1029 | Calendario 1029 | Calendario 1029 | Calendario 1029 | Calendario 1029 | Calendario 1029 | Calendario 1029 | Calendario 1029 | Calendario 1029 | Calendario 1029 | Calendario 1029 | Calendario 1029 | Calendario 1029 | Calendario 1029 | Calendario 1029 | Calendario 1029 | Calendario 1029 | Calendario 1029 | Calendario 1029 | Calendario 1029 | Calendario 1029 | Calendario 1029 | Calendario 1029 |
| --------------- | --------------- | --------------- | --------------- | --------------- | --------------- | --------------- | --------------- | --------------- | --------------- | --------------- | --------------- | --------------- | --------------- | --------------- | --------------- | --------------- | --------------- | --------------- | --------------- | --------------- | --------------- | --------------- | --------------- | --------------- | --------------- | --------------- | --------------- | --------------- | --------------- | --------------- | --------------- | --------------- |
|                 | 1               | 2               | 3               | 4               | 5               | 6               | 7               | 8               | 9               | 10              | 11              | 12              | 13              | 14              | 15              | 16              | 17              | 18              | 19              | 20              | 21              | 22              | 23              | 24              | 25              | 26              | 27              | 28              | 29              | 30              | 31              |                 |
| Gennaio         | Me              | Gi              | Ve              | Sa              | Do              | Lu              | Ma              | Me              | Gi              | Ve              | Sa              | Do              | Lu              | Ma              | Me              | Gi              | Ve              | Sa              | Do              | Lu              | Ma              | Me              | Gi              | Ve              | Sa              | Do              | Lu              | Ma              | Me              | Gi              | Ve              |                 |
| Febbraio        | Sa              | Do              | Lu              | Ma              | Me              | Gi              | Ve              | Sa              | Do              | Lu              | Ma              | Me              | Gi              | Ve              | Sa              | Do              | Lu              | Ma              | Me              | Gi              | Ve              | Sa              | Do              | Lu              | Ma              | Me              | Gi              | Ve              |                 |                 |                 |                 |
| Marzo           | Sa              | Do              | Lu              | Ma              | Me              | Gi              | Ve              | Sa              | Do              | Lu              | Ma              | Me              | Gi              | Ve              | Sa              | Do              | Lu              | Ma              | Me              | Gi              | Ve              | Sa              | Do              | Lu              | Ma              | Me              | Gi              | Ve              | Sa              | Do              | Lu              |                 |
| Aprile          | Ma              | Me              | Gi              | Ve              | Sa              | Do              | Lu              | Ma              | Me              | Gi              | Ve              | Sa              | Do              | Lu              | Ma              | Me              | Gi              | Ve              | Sa              | Do              | Lu              | Ma              | Me              | Gi              | Ve              | Sa              | Do              | Lu              | Ma              | Me              |                 |                 |
| Maggio          | Gi              | Ve              | Sa              | Do              | Lu              | Ma              | Me              | Gi              | Ve              | Sa              | Do              | Lu              | Ma              | Me              | Gi              | Ve              | Sa              | Do              | Lu              | Ma              | Me              | Gi              | Ve              | Sa              | Do              | Lu              | Ma              | Me              | Gi              | Ve              | Sa              |                 |
| Giugno          | Do              | Lu              | Ma              | Me              | Gi              | Ve              | Sa              | Do              | Lu              | Ma              | Me              | Gi              | Ve              | Sa              | Do              | Lu              | Ma              | Me              | Gi              | Ve              | Sa              | Do              | Lu              | Ma              | Me              | Gi              | Ve              | Sa              | Do              | Lu              |                 |                 |
| Luglio          | Ma              | Me              | Gi              | Ve              | Sa              | Do              | Lu              | Ma              | Me              | Gi              | Ve              | Sa              | Do              | Lu              | Ma              | Me              | Gi              | Ve              | Sa              | Do              | Lu              | Ma              | Me              | Gi              | Ve              | Sa              | Do              | Lu              | Ma              | Me              | Gi              |                 |
| Agosto          | Ve              | Sa              | Do              | Lu              | Ma              | Me              | Gi              | Ve              | Sa              | Do              | Lu              | Ma              | Me              | Gi              | Ve              | Sa              | Do              | Lu              | Ma              | Me              | Gi              | Ve              | Sa              | Do              | Lu              | Ma              | Me              | Gi              | Ve              | Sa              | Do              |                 |
| Settembre       | Lu              | Ma              | Me              | Gi              | Ve              | Sa              | Do              | Lu              | Ma              | Me              | Gi              | Ve              | Sa              | Do              | Lu              | Ma              | Me              | Gi              | Ve              | Sa              | Do              | Lu              | Ma              | Me              | Gi              | Ve              | Sa              | Do              | Lu              | Ma              |                 |                 |
| Ottobre         | Me              | Gi              | Ve              | Sa              | Do              | Lu              | Ma              | Me              | Gi              | Ve              | Sa              | Do              | Lu              | Ma              | Me              | Gi              | Ve              | Sa              | Do              | Lu              | Ma              | Me              | Gi              | Ve              | Sa              | Do              | Lu              | Ma              | Me              | Gi              | Ve              |                 |
| Novembre        | Sa              | Do              | Lu              | Ma              | Me              | Gi              | Ve              | Sa              | Do              | Lu              | Ma              | Me              | Gi              | Ve              | Sa              | Do              | Lu              | Ma              | Me              | Gi              | Ve              | Sa              | Do              | Lu              | Ma              | Me              | Gi              | Ve              | Sa              | Do              |                 |                 |
| Dicembre        | Lu              | Ma              | Me              | Gi              | Ve              | Sa              | Do              | Lu              | Ma              | Me              | Gi              | Ve              | Sa              | Do              | Lu              | Ma              | Me              | Gi              | Ve              | Sa              | Do              | Lu              | Ma              | Me              | Gi              | Ve              | Sa              | Do              | Lu              | Ma              | Me              |                 |